# Odontocharacidium aphanes
Odontocharacidium aphanes és una espècie de peix de la família dels crenúquids i de l'ordre dels caraciformes.

## Morfologia
- Els mascles poden assolir 1,7 cm de llargària total.[6]

## Hàbitat
Viu en zones de clima tropical entre 24 °C - 28 °C de temperatura.

## Distribució geogràfica
Es troba a Sud-amèrica: conca del riu Amazones.